# Stade La Molineta
Le Stade La Molineta (en espagnol : Estadio La Molineta), également connu sous le nom de Stade sportif municipal La Molineta (en espagnol : Estadio Municipal de Deportes La Molineta), est un stade omnisports (servant principalement pour le football) espagnol situé dans la ville d'Alfaro, dans La Rioja.
Le stade, doté de 4 000 places et inauguré en 1975, sert d'enceinte à domicile à l'équipe de football du Club Deportivo Alfaro.

## Histoire
Un système d'éclairage de nuit est installé autour du stade en 2001 (pouvant permettre la retransmission de matchs disputés au stade à la télévision). Les vestiaires sont rénovés en 2004.